# Tore Apelgren
Bengt Ivar Tore Apelgren, född 7 februari 1928, död 19 april 2020 i Enskede distrikt, Stockholm, var en svensk fotbollsspelare (försvarare) som representerade Hammarby IF.
Apelgren spelade för Hammarby under tre allsvenska säsonger, 1955/1956, 1956/1957 och 1959. Sammanlagt gjorde han 51 allsvenska matcher (inga mål) för klubben. Han var far till den senare Hammarbyspelaren Per Apelgren och farfar till handbollsspelaren Michael Apelgren.